# Župnija Ljubljana Trnovo
Župnija Ljubljana - Trnovo je rimskokatoliška teritorialna župnija Dekanije Ljubljana - Center Nadškofije Ljubljana. Zavetnik župnije je sveti Janez Krstnik.
V Trnovem je od ustanovitve do danes delovala cela vrsta duhovnikov, med katerimi je gotovo najslavnejši pisatelj Fran Saleški Finžgar (1871-1962). Po njem se imenuje bližnja ulica, prav tako se po župniku Francu Karunu imenuje ulica ob cerkvi.

## Župniki in župnijski upravitelji
Od ustanovitve do danes je župnijo vodilo 19 župnikov in upraviteljev
1. Jožef Boben (1785-1787)
2. Blaž Klein (1787) upravitelj
3. Jernej Boštjančič (1787-1788)
4. Franc Ksaver Iggel (1788-1790)
5. Martin Karel Urbančič (1790-1791) upravitelj
6. Peter Zupan (1791-1820)
7. Ivan Polc (1820-1824) upravitelj
8. Franc Serafin Barlič (1824-1853)
9. Franc Ksaver Karun (1853-1890)
10. Ignacij Zupanc (1891) upravitelj
11. Ivan Krstnik Vrhovnik (1891-1918)
12. Franc Saleški Finžgar (1918-1936)
13. Janko Cegnar (1936-1939)
14. Ivan Vindišar (1940-1951)
15. Franc Fric (1951-1971)
16. Danijel Kaštrun (1971-1979)
17. Janez Pogačnik (1979-2003)
18. Tone Bohinc (2003) upravitelj
19. Tone Kompare (2003-danes)